# بتاکروناویروس ۱
بتاکروناویروس ۱ (نام علمی: Betacoronavirus 1) نام یک گونه از سرده بتاکروناویروس است.